# スクールオブジャンプ
「スクールオブジャンプ」（school of jump）は、2016年23号から2017年43号まで集英社の少年向け漫画雑誌『週刊少年ジャンプ』において連載されていた読者投稿コーナー、およびネット配信番組。

## 概要
2016年よりスタートした読者投稿コーナー。設定を「学校」とし、TwitCastingを使用した番組配信をスタートするなど、新たな形での読者との交流を重点に置いている。製作スタッフは「読者の遊び場」と位置づけている。
編集担当は当時『こちら葛飾区亀有公園前派出所』や『暗殺教室』の担当だった山中陽だったが、これまでの読者ページと違い、紙面には一切登場しなかった。
2017年の終了に伴い、同誌における読者投稿コーナーは廃止となった。その後、2019年から『巻末解放区! WEEKLY週ちゃん』の月1読者投稿企画「ネタハガキ東西戦」が開始された。

## 主なスタッフ
おげんき校長（リーダー）
あたまにのりまきを巻いた校長。配信番組ではMCも行い、その際にはイラスト同様の海苔巻きと赤ジャケット着て登場する。ハガキ戦士ジャンプ団初代優勝者・SF元気。
しょう先生
おげんき校長を見守る先生。あたまにおにぎりを巻いており、配信では合いの手担当。
つぶ子（ツイッター担当）
自撮り好きな架空の女子高生。後述のスクジャン女子（スク女）採用とともに出番は減少。
脂小路蝉麿（イラスト担当）
本誌に読み切り掲載歴のある漫画家。イラストのみの担当で誌上キャラクターとしての登場はなしと思われたが、配信動画コーナー「蝉麿を探せ」にて実は毎号隠しキャラとして登場していることが明かされた。自画像は眼鏡をかけた男性。

### スクジャン女子
2016年8月に読者ページ初のオーディションを実施し、同年12月18日のジャンプフェスタより活動する読者代表の女子ユニット。以降の配信番組では必ず一人顔出しで登場するほか、紙面ではイラストで登場する。
相川香菜子
2000年4月生まれの高校生。唯一の芸能未活動メンバーで、周りのメンバーを見習いながら悪戦苦闘している。根っからのジャンプ読者。誌面での愛称は「かなっぺ」。
秋元帆華
1997年11月生まれ。アイドルグループ「チームしゃちほこ」の「名古屋レッド」としても活動中。おっとりした性格で、アイスが大好き。スクジャン加入前から『ブラッククローバー』のキャラ・カホノのモデル。愛称は「ほーちゃん」。
大沢風琴
1999年8月生まれ。高校生活を送りながら、秋田県大館市のご当地アイドル「まちあわせハチ公ガールズ」のメンバーとしても活動中。特技はお菓子作りと四足歩行。美少女に目がなく、スク女が集まる場ではいつも興奮している。愛称は「ざっきー」。
神沢有紗
1996年6月生まれ。芸歴14年という経歴かつ最年長。図らずもお姉さん的ポジションとなった生粋のレイヤー。『ハイキュー!!』西谷のローリングサンダーアゲインの特訓で腕を挫傷し、保健室に担ぎこまれた過去がある。愛称は「かんざー」。
山川ひなの
2000年1月生まれ。劇団で舞台活動を行なっているものの、緊張しがちな高校生。『ONE PIECE』や『僕のヒーローアカデミア』が好きで、読者ページも「ジャン魂」から超愛読している。興味のあることはのめり込む性格。愛称は「ひなのん」。

## 掲載特典
投稿者を「投稿生」と呼び、初掲載時には校章バッジを進呈。以降も掲載数に応じたバッジを進呈。

## 主なコーナー
ぶったぎりジェイソン
「WHY?」と叫び、学校の不満、不思議に突っ込みを入れる、あるあるコーナー。ネーミングは厚切りジェイソンのもじり（厚切りジェイソンのポーズをとってることから。）。
独特判決
出くわした「罪人」に対し、ユニークな量刑で判決を下すコーナー。優秀作は1〜3コマ程度の漫画として描き下ろされる。
誤字成語
故事成語や四字熟語、ことわざを言い換え、別の意味にするコーナー。
0の幸式
たくさんのプレゼントをもらう+重くて腰を痛める=0、など足してしまうと合計0になる公式を作るコーナー。
いじんのいちげき
偉人の顔をもとに落書きを施し、勝手に必殺技を考えるイラストコーナー。
うろおぼえ食物連鎖
うろ覚えで描いた動植物で食物連鎖の図をつくってみるコーナー。
使えなイングリッシュ
生活で役にたたない英文例をつくるコーナー。

## 蝉麿を探せ！ in 360度動画
紙面コーナー「蝉麿を探せ！」の360°カメラバージョン。2017年6月14日にYouTubeにて初配信。スクジャン生配信後に撮影、配信されている。動画はその週のスクジャン女子をフィーチャーしたものであり、当初は配信スタジオ、のちに控室を舞台に行われた。2017年9月27日に最終回を配信。全13回。